# Хроника на Хенрик Латвийски
Хенриковата хроника на Ливония (на латински: Heinrici chronicon Livoniae) от век е първата летопис на Новгородската и Латвийската история, а заедно с това най-значимата в Балтийския район от началото на Средновековието. Тя отразява Ливонския кръстоносен поход и отразява общественото положение и изповеданието на християнството в Балтика около 1200 г. Оригиналната работа е написана на латински. Книгата най-вероятно е съставена от монах или друго църковно лице в Ливония, участвало в кръстоносния поход. Целта на труда е да представи епископ Алберт фон Буксхьовден и неговите действия в добра светлина.

## Авторът
В хрониката никъде не се споменава името на нейния автор. Въпреки това, учените са почти единодушни в това, че книгата е написана от лицето Хенрик от Латвия (на латински: Henricus de Lettis), за когото се знае, че е бил проповедник (мисионер) в Латвия (Lettorum ministor), а също така и преводач. Няма пълна яснота за националността на Хенрик, счита се, че второто му име от Латвия указва зоната му на действие като мисионер. Хрониките получават първата си печатна версия през 1740, публикувана от германеца Даниел Грубер. Той записва като автор на хрониката Хайнрих Латвиеца (на немски: Heinrich der Lette).

## Ръкописи
Хрониката на Латвия в оригиналния си ръкопис е изгубена. Известни са 16 ръкописни копия, пет от които са копия на оригиналната книга. Най-старият от тях е Кодекс на Замошчаните от 13 век,. Това копие е непълно и завършва с глава 23. Освен това то е на пергамент в лошо състояние. Книгата се съхранява в полската Национална библиотека във Варшава. Вторият най-стар запазен до днес препис е от 16 век и е принадлежал на рижкия търговец Натаниел Скодескин и днес се съхранява в библиотеката на Рига.

## Сюжет
Хроникатa представя латвийците в много положителна светлина. Това поражда хипотезата, че те приемат християнството сравнително бързо и се борят заедно с германците срещу езичниците. Естонците от своя страна получават от летописеца отношение, което е доста враждебно, но той все пак хвали тяхната смелост.. Руснаците често са описвани погрешно като езичници, въпреки че са християни, макар и православни. Те поддържат езичниците в много битки срещу германците. Датчаните получават хладно отношение в хрониката, защото са германски конкуренти в Естония. Езичниците са подложени на унищожителна риторика, и те се смятани за ненадеждни.
Текстът на много места е твърде предубеден, политически некоректен и недемократичен. На кръстоносците, например, е препоръчвано да ограбват и убиват езичниците. Според Хенрик, християнството проявява специални жестокости спрямо местните жители. Това в крайна сметка налага християнското изповедание, но не малко хора – като естонците, се противопоставят и отказват конверсия.